# Осморегуляция
Осморегуля́ция — совокупность процессов, происходящих в живом организме (одноклеточном или многоклеточном), направленных на поддержание постоянного осмотического давления. Осморегуляция присуща всем пресноводным и наземным животным, среди морских организмов осморегуляцией обладают все позвоночные (кроме миксинообразных), некоторые ракообразные, полихеты, моллюски.
У высших организмов при изменении осмотического давления крови или межклеточной жидкости осморецепторы генерируют импульсы, которые передаются в нервные центры. При этом осуществляется управление потреблением воды и солей (и их выделением) осморегулирующими органами — нефридиями, почками, солевыми железами и т. д.
Механизм осморегуляции называют гиперосмотическим, когда осмотическое давление в жидкости внутренней среды больше, чем во внешней среде, и гипоосмотическим, если внутреннее давление меньше внешнего. При гиперосмотическом механизме избыток воды выводится у животных в основном почками, а у растений — с помощью устьиц. При гипоосмотическом механизме недостаток воды (при пассивной потере через покровы тела) компенсируется в результате потребления богатой солями воды, а избыток солей выводится преимущественно через солевые железы. Все пресноводные животные и морские хрящевые рыбы имеют гиперосмотическую регуляцию. Гипоосмотический механизм используется морскими костистыми рыбами, морскими пресмыкающимися и некоторыми другими видами.